# Nebrarctia semiramis
Nebrarctia semiramis är en fjärilsart som beskrevs av Otto Staudinger 1891. Nebrarctia semiramis ingår i släktet Nebrarctia och familjen björnspinnare. Inga underarter finns listade i Catalogue of Life.